# Tournoi masculin de handball aux Jeux méditerranéens de 2022
Navigation
Tarragone 2018 Tarente 2026
Le tournoi masculin de handball aux Jeux méditerranéens de 2022 a eu lieu du 27 juin au 6 juillet 2022 à Oran en Algérie. 
Le tournoi, disputé par dix nations méditerranéennes, a été remporté par l'Espagne devant l'Égypte et la Serbie.
À domicile, l'Algérie n'a pas pu faire mieux qu'une sixième place.

## Présentation

### Nations participantes
Il n'y a pas de système de qualification, les nations participantes sont libres de présenter une équipe ou non.
Ainsi, les dix équipes nationales participantes sont :  Algérie,  Égypte,  Espagne,  Grèce,  Italie,  Macédoine du Nord,  Serbie,  Slovénie,  Tunisie et  Turquie.
Le tirage au sort des poules a été effectué le 31 mai 2022.
À noter que pour les Algériens, Égyptiens et Tunisiens, ces Jeux méditerranéens sont suivis du Championnat d'Afrique des nations, disputé du 11 au 18 juillet.

### Lieux de la compétition
Deux lieux sont utilisés lors de la compétition :
- la Salle omnisports d'Arzew accueille les matchs de poule et les matchs de classement,
- le Complexe olympique d'Oran accueille les matchs de la phase finale.

## Résultats

### Phase de poules

#### Groupe A
Tous les matchs ont lieu dans la Salle omnisports d'Arzew.
|   | Équipe   | Pts | J | G | N | P | Bp  | Bc  | Diff |
| - | -------- | --- | - | - | - | - | --- | --- | ---- |
| 1 | Égypte   | 8   | 4 | 4 | 0 | 0 | 113 | 89  | 24   |
| 2 | Serbie   | 6   | 4 | 3 | 0 | 1 | 128 | 124 | 4    |
| 3 | Tunisie  | 4   | 4 | 2 | 0 | 2 | 125 | 128 | -3   |
| 4 | Italie   | 2   | 4 | 1 | 0 | 3 | 107 | 106 | 1    |
| 5 | Slovénie | 0   | 4 | 0 | 0 | 4 | 61  | 87  | -26  |

Remarque : touchée par plusieurs cas de Covid-19, la Slovénie a déclaré forfait quelques heures avant son match face à l'Égypte
| 27 juin 14h00 | Slovénie     | 27 - 31 | Serbie            | Salle omnisports, Arzew Arbitrage : Mustapha Deche et Mohamed Guarda |
| 27 juin 14h00 | Urban Pipp 6 | (15-15) | Miloš Grozdanić 8 | Salle omnisports, Arzew Arbitrage : Mustapha Deche et Mohamed Guarda |
| 27 juin 14h00 | ×1 ×2        | Rapport | ×2 ×9 ×1          | Salle omnisports, Arzew Arbitrage : Mustapha Deche et Mohamed Guarda |

| 27 juin 16h00 | Égypte          | 38 - 35 | Italie            | Salle omnisports, Arzew Arbitrage : Mihajlo et Metodija Ilievski |
| 27 juin 16h00 | Hassan Kaddah 9 | (20-14) | Andrea Parisini 8 | Salle omnisports, Arzew Arbitrage : Mihajlo et Metodija Ilievski |
| 27 juin 16h00 | ×3              | Rapport | ×1                | Salle omnisports, Arzew Arbitrage : Mihajlo et Metodija Ilievski |

| 28 juin 14h00 | Serbie            | 28 - 35 | Égypte           | Salle omnisports, Arzew Arbitrage : Marta et Vania SA |
| 28 juin 14h00 | Miloš Grozdanić 7 | (12-16) | Ahmed El-Ahmar 6 | Salle omnisports, Arzew Arbitrage : Marta et Vania SA |
| 28 juin 14h00 | ×2 ×6             | Rapport | ×3               | Salle omnisports, Arzew Arbitrage : Marta et Vania SA |

| 28 juin 16h00 | Tunisie          | 36 - 34 | Slovénie              | Salle omnisports, Arzew Arbitrage : Luis Diaz et Enrique Perez |
| 28 juin 16h00 | Youssef Maaref 8 | (22-12) | Staš Slatinek-Jovičič | Salle omnisports, Arzew Arbitrage : Luis Diaz et Enrique Perez |
| 28 juin 16h00 | ×5               | Rapport | ×6                    | Salle omnisports, Arzew Arbitrage : Luis Diaz et Enrique Perez |

| 30 juin 10h00 | Égypte          | 30 - 26 | Tunisie             | Salle omnisports, Arzew Arbitrage : Sá, Sá |
| 30 juin 10h00 | Ahmed Mesilhy 6 | (15–13) | Oussama Boughanmi 6 | Salle omnisports, Arzew Arbitrage : Sá, Sá |
| 30 juin 10h00 | ×4              | Rapport | ×2 ×6 ×1            | Salle omnisports, Arzew Arbitrage : Sá, Sá |

| 30 juin 12h00 | Italie            | 33–34   | Serbie        | Salle omnisports, Arzew Arbitrage : Ghoul, Chergui |
| 30 juin 12h00 | Stefano Arcieri 7 | (16–15) | Milan Milić 8 | Salle omnisports, Arzew Arbitrage : Ghoul, Chergui |
| 30 juin 12h00 | ×1                | Rapport | ×2 ×6 ×1      | Salle omnisports, Arzew Arbitrage : Ghoul, Chergui |

| 1er juillet 10h00 | Tunisie           | 34–29   | Italie         | Salle omnisports, Arzew Arbitrage : Ilievski, Ilievski |
| 1er juillet 10h00 | Bhar, Boughanmi 8 | (18–15) | Leo Prantner 7 | Salle omnisports, Arzew Arbitrage : Ilievski, Ilievski |
| 1er juillet 10h00 | ×1 ×2             | Rapport | ×1 ×5          | Salle omnisports, Arzew Arbitrage : Ilievski, Ilievski |

| annulé | Slovénie | 0 - 10 | Égypte |  |

| annulé | Italie | 10-0 | Slovénie |  |

| 2 juillet 14h15 | Serbie             | 35 – 29 | Tunisie      | Salle omnisports, Arzew Arbitrage : Díaz-Flores, Pérez |
| 2 juillet 14h15 | Vukašin Vorkapić 7 | (19–13) | Issam Rzig 8 | Salle omnisports, Arzew Arbitrage : Díaz-Flores, Pérez |
| 2 juillet 14h15 | ×1 ×3              | Rapport | ×1 ×4        | Salle omnisports, Arzew Arbitrage : Díaz-Flores, Pérez |

#### Groupe B
Tous les matchs ont lieu dans la Salle omnisports d'Arzew.
|   | Équipe            | Pts | J | G | N | P | Bp  | Bc  | Diff |
| - | ----------------- | --- | - | - | - | - | --- | --- | ---- |
| 1 | Espagne           | 6   | 4 | 3 | 0 | 1 | 142 | 93  | 49   |
| 2 | Macédoine du Nord | 5   | 4 | 2 | 1 | 1 | 116 | 98  | 18   |
| 3 | Algérie           | 5   | 4 | 2 | 1 | 1 | 110 | 107 | 3    |
| 4 | Turquie           | 2   | 4 | 1 | 0 | 3 | 96  | 135 | -39  |
| 5 | Grèce             | 0   | 4 | 0 | 0 | 4 | 93  | 148 | -55  |

| 27 juin 18h00 | Turquie         | 27 – 32 | Algérie            | Salle omnisports, Arzew Arbitrage : Marta et Vania SA |
| 27 juin 18h00 | Omur Pehlivan 5 | (14-15) | Messaoud Berkous 6 | Salle omnisports, Arzew Arbitrage : Marta et Vania SA |
| 27 juin 18h00 | ×5 ×2           | Rapport | ×1 ×5 ×1           | Salle omnisports, Arzew Arbitrage : Marta et Vania SA |

| 27 juin 16h00 | Macédoine du Nord  | 39 – 21 | Grèce                  | Salle omnisports, Arzew Arbitrage : Dragana Jakovljevic et Daniejla Kovacevic |
| 27 juin 16h00 | Martin Serafimov 7 | (20-13) | Eleftherios Pagiatis 5 | Salle omnisports, Arzew Arbitrage : Dragana Jakovljevic et Daniejla Kovacevic |
| 27 juin 16h00 | ×1                 | Rapport | ×1 ×3 ×1               | Salle omnisports, Arzew Arbitrage : Dragana Jakovljevic et Daniejla Kovacevic |

| 28 juin 18h00 | Algérie          | 24 – 24 | Macédoine du Nord  | Salle omnisports, Arzew Arbitrage : Rodrigues, Pinherio |
| 28 juin 18h00 | Redouane Saker 7 | (15–15) | Martin Serafimov 5 | Salle omnisports, Arzew Arbitrage : Rodrigues, Pinherio |
| 28 juin 18h00 | ×5 ×1            | Rapport | ×2 ×5              | Salle omnisports, Arzew Arbitrage : Rodrigues, Pinherio |

| 28 juin 20h00 | Espagne         | 46 – 19 | Turquie            | Salle omnisports, Arzew Arbitrage : Hamidi, Belkhiri |
| 28 juin 20h00 | Jorge Serrano 7 | (26–7)  | Durmaz, Pehlivan 4 | Salle omnisports, Arzew Arbitrage : Hamidi, Belkhiri |
| 28 juin 20h00 | ×2              | Rapport | ×1 ×4              | Salle omnisports, Arzew Arbitrage : Hamidi, Belkhiri |

| 30 juin 17h00 | Macédoine du Nord  | 22 – 31 | Espagne         | Salle omnisports, Arzew Arbitrage : Sando Kovačević, Jakovljević |
| 30 juin 17h00 | Martin Serafimov 8 | (8–14)  | trois joueurs 4 | Salle omnisports, Arzew Arbitrage : Sando Kovačević, Jakovljević |
| 30 juin 17h00 | ×2 ×3              | Rapport | ×3              | Salle omnisports, Arzew Arbitrage : Sando Kovačević, Jakovljević |

| 30 juin 19h00 | Grèce                  | 25 – 35 | Algérie       | Salle omnisports, Arzew Arbitrage : Díaz-Flores, Pérez |
| 30 juin 19h00 | Nikolaos Dikaioulias 4 | (13–17) | Zoheïr Naïm 7 | Salle omnisports, Arzew Arbitrage : Díaz-Flores, Pérez |
| 30 juin 19h00 | ×4                     | Rapport | ×1 ×2         | Salle omnisports, Arzew Arbitrage : Díaz-Flores, Pérez |

| 1 juillet 17h00 | Espagne              | 46 – 21 | Grèce           | Salle omnisports, Arzew Arbitrage : Rodrigues, Pinherio |
| 1 juillet 17h00 | Folqués, Odriozola 6 | (24–10) | trois joueurs 4 | Salle omnisports, Arzew Arbitrage : Rodrigues, Pinherio |
| 1 juillet 17h00 | ×2                   | Rapport | ×2              | Salle omnisports, Arzew Arbitrage : Rodrigues, Pinherio |

| 1 juillet 19h15 | Turquie        | 22 – 31 | Macédoine du Nord       | Salle omnisports, Arzew Arbitrage : Díaz-Flores, Pérez |
| 1 juillet 19h15 | Tolga Durmaz 5 | (12–13) | Aleksandar Petkovski 11 | Salle omnisports, Arzew Arbitrage : Díaz-Flores, Pérez |
| 1 juillet 19h15 | ×1 ×8 ×2       | Rapport | ×3                      | Salle omnisports, Arzew Arbitrage : Díaz-Flores, Pérez |

| 2 juillet 17h00 | Grèce                 | 26-28   | Turquie        | Salle omnisports, Arzew Arbitrage : Farsi, Kahouadji |
| 2 juillet 17h00 | Ioannis Stefanitsis 4 | (14-11) | Atakan Şirin 7 | Salle omnisports, Arzew Arbitrage : Farsi, Kahouadji |
| 2 juillet 17h00 | ×6                    | Rapport | ×2 ×3 ×1       | Salle omnisports, Arzew Arbitrage : Farsi, Kahouadji |

| 2 juillet 19h15 | Algérie          | 19-31   | Espagne         | Salle omnisports, Arzew Arbitrage : Sá, Sá |
| 2 juillet 19h15 | Redouane Saker 4 | (7-22)  | Chema Márquez 5 | Salle omnisports, Arzew Arbitrage : Sá, Sá |
| 2 juillet 19h15 | ×1 ×2            | Rapport | ×2              | Salle omnisports, Arzew Arbitrage : Sá, Sá |

### Matchs de classement
Tous les matchs ont lieu dans la Salle omnisports d'Arzew.
| Match                  | Date                  | Club recevant | Score      | Club visiteur |
| ---------------------- | --------------------- | ------------- | ---------- | ------------- |
| Match pour la 9e place | annulé                | [5A] Slovénie | 0 – 10     | [5B] Grèce    |
| Match pour la 7e place | 4 juillet 2022, 12h30 | [4A] Italie   | 34 – 25    | [4B] Turquie  |
| Match pour la 5e place | 4 juillet 2022, 15h00 | [3A] Tunisie  | 39 ap – 35 | [3B] Algérie  |

#### Match pour la9eplace
| annulé | Slovénie | 0 - 10 | Grèce |  |

#### Match pour la7eplace
| 4 juillet 2022 12h30 | Italie            | 34–25   | Turquie       | Salle omnisports, Arzew Arbitrage : Jakovljević, Sando Kovačević |
| 4 juillet 2022 12h30 | Mengon, Moretti 6 | (22–11) | Genco İlanç 8 | Salle omnisports, Arzew Arbitrage : Jakovljević, Sando Kovačević |
| 4 juillet 2022 12h30 |                   | Rapport | ×1 ×5         | Salle omnisports, Arzew Arbitrage : Jakovljević, Sando Kovačević |

#### Match pour la5eplace
| 4 juillet 2022 15h00 | Tunisie             | 39–35 (ap)     | Algérie        | Salle omnisports, Arzew Arbitrage : Ilievski, Ilievski |
| 4 juillet 2022 15h00 | Oussama Boughanmi 8 | (13–12, 26–26) | Zoheïr Naïm 10 | Salle omnisports, Arzew Arbitrage : Ilievski, Ilievski |
| 4 juillet 2022 15h00 | Prol. : 5–5, 8–4    |                |                | Salle omnisports, Arzew Arbitrage : Ilievski, Ilievski |
| 4 juillet 2022 15h00 | ×6                  | Rapport        | ×6             | Salle omnisports, Arzew Arbitrage : Ilievski, Ilievski |

### Tour final
Tous les matchs ont lieu dans le Complexe olympique d'Oran.
|  | Demi-finales           | Demi-finales          |                        |    | Finale                | Finale                |
|  | Demi-finales           | Demi-finales          |                        |    | Finale                | Finale                |
|  |                        |                       |                        |    |                       |                       |
|  | 4 juillet 2022, 13h00  | 4 juillet 2022, 13h00 |                        |    | 6 juillet 2022, 11h30 | 6 juillet 2022, 11h30 |
|  | 4 juillet 2022, 13h00  | 4 juillet 2022, 13h00 |                        |    | 6 juillet 2022, 11h30 | 6 juillet 2022, 11h30 |
|  | [1A] Égypte            | 34                    |                        |    | 6 juillet 2022, 11h30 | 6 juillet 2022, 11h30 |
|  | [1A] Égypte            | 34                    |                        |    | 6 juillet 2022, 11h30 | 6 juillet 2022, 11h30 |
|  | [2B] Macédoine du Nord | 20                    |                        |    | 6 juillet 2022, 11h30 | 6 juillet 2022, 11h30 |
|  | [2B] Macédoine du Nord | 20                    | Égypte                 | 27 |                       |                       |
|  | 4 juillet 2022, 18h00  |                       | Égypte                 | 27 |                       |                       |
|  |                        | Espagne               | 28                     |    |                       |                       |
|  | [1B] Espagne           | Espagne               | 28                     | 42 |                       |                       |
|  | [1B] Espagne           |                       |                        | 42 |                       |                       |
|  | [2A] Serbie            | 38                    |                        |    |                       |                       |
|  | [2A] Serbie            | 38                    | Match pour la 3e place |    |                       |                       |
|  |                        |                       |                        |    |                       |                       |
|  | 6 juillet 2022, 16h30  |                       |                        |    |                       |                       |
|  |                        |                       |                        |    |                       |                       |
|  | Macédoine du Nord      | 29                    |                        |    |                       |                       |
|  | Macédoine du Nord      | 29                    |                        |    |                       |                       |
|  | Serbie                 | 34                    |                        |    |                       |                       |
|  | Serbie                 | 34                    |                        |    |                       |                       |

#### Demi-finales
| 4 juillet 2022 13h00 | Égypte           | 34–20   | Macédoine du Nord | Complexe olympique, Oran Arbitrage : Ghouarda, Deche |
| 4 juillet 2022 13h00 | Mohammad Sanad 8 | (16–10) | quatre joueurs 4  | Complexe olympique, Oran Arbitrage : Ghouarda, Deche |
| 4 juillet 2022 13h00 | ×1 ×4            | Rapport | ×3 ×4             | Complexe olympique, Oran Arbitrage : Ghouarda, Deche |

| 4 juillet 2022 18h00 | Espagne         | 42–38   | Serbie          | Complexe olympique, Oran Arbitrage : Belkhiri, Hamidi |
| 4 juillet 2022 18h00 | trois joueurs 6 | (22–21) | trois joueurs 7 | Complexe olympique, Oran Arbitrage : Belkhiri, Hamidi |
| 4 juillet 2022 18h00 | ×1              | Rapport | ×2 ×5           | Complexe olympique, Oran Arbitrage : Belkhiri, Hamidi |

#### Match pour la3eplace
| 6 juillet 2022 11h30 | Macédoine du Nord           | 29–34   | Serbie             | Complexe olympique, Oran Arbitrage : Deche, Ghouarda |
| 6 juillet 2022 11h30 | Pe. Atanasijevikj, Petrov 5 | (13–15) | Vukašin Vorkapić 6 | Complexe olympique, Oran Arbitrage : Deche, Ghouarda |
| 6 juillet 2022 11h30 | ×7                          | Rapport | ×1 ×13             | Complexe olympique, Oran Arbitrage : Deche, Ghouarda |

#### Finale
| 6 juillet 2022 16h30 | Égypte           | 27–28   | Espagne          | Complexe olympique, Oran Arbitrage : Belkhiri, Hamidi |
| 6 juillet 2022 16h30 | Mohammad Sanad 7 | (16–13) | Ian Tarrafeta 10 | Complexe olympique, Oran Arbitrage : Belkhiri, Hamidi |
| 6 juillet 2022 16h30 | ×3               | Rapport | ×1 ×5            | Complexe olympique, Oran Arbitrage : Belkhiri, Hamidi |

## Classement final
| Rang                                    | Équipe            |
| --------------------------------------- | ----------------- |
| Médaille d'or, Jeux méditerranéens      | Espagne           |
| Médaille d'argent, Jeux méditerranéens  | Égypte            |
| Médaille de bronze, Jeux méditerranéens | Serbie            |
| 4                                       | Macédoine du Nord |
| 5                                       | Tunisie           |
| 6                                       | Algérie           |
| 7                                       | Italie            |
| 8                                       | Turquie           |
| 9                                       | Grèce             |
| 10                                      | Slovénie          |

## Statistiques et récompenses

### Meilleurs buteurs
| Rang | Joueur            | Pays              | Buts | Tirs | %      | 7 m   | Matchs | Moy. |
| ---- | ----------------- | ----------------- | ---- | ---- | ------ | ----- | ------ | ---- |
| 1    | Miloš Grozdanić   | Serbie            | 29   | 35   | 82,9 % | 14/15 | 6      | 5,8  |
| 2    | Kauldi Odriozola  | Espagne           | 26   | 36   | 72,2 % | 7/10  | 6      | 6,0  |
| 3    | Mohammad Sanad    | Égypte            | 25   | 34   | 73,5 % | 7/11  | 5      | 6,8  |
| 3    | Jorge Serrano     | Espagne           | 25   | 34   | 73,5 % | 8/10  | 6      | 5,7  |
| 3    | Oussama Boughanmi | Tunisie           | 25   | 37   | 67,6 % | 10/12 | 5      | 7,4  |
| 3    | Ahmed Mesilhy     | Égypte            | 25   | 39   | 64,1 % | -     | 5      | 7,8  |
| 3    | Milan Milić       | Serbie            | 25   | 43   | 58,1 % | -     | 6      | 7,2  |
| 3    | Martin Serafimov  | Macédoine du Nord | 25   | 51   | 49,0 % | 15/21 | 6      | 8,5  |
| 9    | Zoheïr Naïm       | Algérie           | 24   | 45   | 53,3 % | -     | 5      | 9,0  |
| 10   | Uroš Borzaš       | Serbie            | 23   | 44   | 52,3 % | -     | 6      | 7,3  |
| 10   | Ian Tarrafeta     | Espagne           | 23   | 31   | 74,2 % | -     | 6      | 5,2  |

### Meilleurs gardiens de but
| Rang | Joueur                | Pays              | %       | Arrêts | Tirs | Matchs | Moy. |
| ---- | --------------------- | ----------------- | ------- | ------ | ---- | ------ | ---- |
| 1    | Sergey Hernández (es) | Espagne           | 39,1 %  | 63     | 161  | 6      | 10,5 |
| 2    | Vasil Gogov           | Macédoine du Nord | 37,5 %  | 39     | 104  | 6      | 6,5  |
| 3    | Roberto Rodríguez     | Espagne           | 36,84 % | 28     | 76   | 6      | 4,7  |
| 3    | Khalifa Ghedbane      | Algérie           | 36,81 % | 60     | 163  | 5      | 12,0 |
| 5    | Marko Kizikj          | Macédoine du Nord | 36,1 %  | 57     | 158  | 6      | 9,5  |
| 6    | Milan Bomaštar        | Serbie            | 31,3 %  | 30     | 96   | 6      | 5,0  |
| 7    | Todor Jandrić         | Serbie            | 30,6 %  | 45     | 147  | 6      | 7,5  |
| 8    | Mehdi Harbaoui        | Tunisie           | 30,4 %  | 7      | 23   | 3      | 2,3  |
| 9    | Yassine Belkaid       | Tunisie           | 29,7 %  | 27     | 91   | 5      | 5,4  |
| 10   | Karim Handawy         | Égypte            | 27,1 %  | 29     | 107  | 5      | 5,8  |

## Effectifs des équipes sur le podium
Les effectifs des équipes sur le podium sont :

### Équipe d'Espagne, médaille d'or
L'effectif de l'Espagne est :
- Antonio Bazán
- Daniel Fernández
- Josep Folqués
- Jaime Gallego
- Imanol Garciandia
- Sergey Hernández
- Ander Izquierdo
- Alberto Martín
- Asier Nieto
- Pol Valera
- Ian Tarrafeta
- Chema Márquez
- Miguel Martínez
- Kauldi Odriozola
- Roberto Rodríguez
- Jorge Serrano

Sélectionneur
- Jordi Ribera

### Équipe d'Égypte, médaille d'argent
L'effectif de l'Égypte est :
- Mohab Abdelhak
- Abdelrahman Abdou
- Mohamed Abousalem
- Ahmed El-Ahmar
- Seif El-Deraa
- Yehia El-Deraa
- Ibrahim El-Masry
- Mohamed El-Tayar
- Omar El-Wakil
- Karim Hendawy
- Hassan Kaddah
- Ahmed Mesilhy
- Ali Zein
- Ahmed Nasralla
- Akram Saad
- Mohammad Sanad

Sélectionneur
- Roberto García Parrondo

### Équipe de Serbie, médaille de bronze
L'effectif de la Serbie est :
- Milan Bomaštar
- Uroš Borzaš
- Milan Golubović
- Miloš Grozdanić
- Todor Jandrić
- Uroš Kojadinović
- Milan Milić
- Marko Milosavljević
- Uroš Pavlovčič
- Stefan Petrić
- Ivan Popović
- Veljko Popovic
- Mladen Šotić
- Andrej Trnavac
- Marko Vignjević
- Vukašin Vorkapić

Sélectionneur
- Toni Gerona